# Герои Шаолиня
«Герои Шаолиня» (англ. Heroes of Shaolin, кит. трад. 大武士與小鏢客, палл. Да у ши юй сяо пяо кэ, буквально: «Большой воин и маленький телохранитель») — тайваньский фильм 1977 года, снятый режиссёром Уильямом Чжаном по сценарию Ни Куана и Чжан Синьи.

## Сюжет
Мальчик и его отец пускают воздушного змея на пляже. Внезапно появляется прошлый враг отца, Ду Дашань, который требует реванша после поражения. Парень в ужасе от того, что после поражения отец убивает сам себя. Он тут же бросается на незнакомца, желая отомстить. Ду Дашань с лёгкостью побеждает парня, но вместо того, чтобы убить, позволяет мальчику пойти с ним, предлагая научить боевым искусствам, чтобы тот когда-нибудь смог победить учителя. Мальчик соглашается и учится у него; и через серию событий парень мстит, но всё происходит не так, как он планировал.

## В ролях
| Актёр        | Роль           |
| ------------ | -------------- |
| Чэнь Син     | Ду Дашань      |
| Лун Цзюньэр  | Мэймэй         |
| Ло Ле        | Лэй Чэньюань   |
| Хван Чжон Ри | Нань Батянь    |
| Чэнь Минли   | Сяо Хун        |
| Дин Хуачун   | Сяо Ху / Ху Эр |
| Гэ Сяобао    | мясник Ду      |
| Бай Линь     |                |
| Вон Ю        | подлец         |

## Съёмочная группа
- Компания: Kee Woo Film (H.K.) Co. Ltd.
- Продюсер: Че Лайво, Уильям Чжан
- Исполнительные продюсеры: Чён Сайсай, Чжан Жэньдао
- Режиссёр: Уильям Чжан
- Сценарист: Ни Куан[англ.], Чжан Синьи
- Ассистент режиссёра: Чён Ванкэй
- Постановка боевых сцен: Юнь Сёньи[англ.], Юань Бяо, Кори Юнь[англ.]
- Монтажёр: Чэнь Хунминь
- Грим: Лэй Лэнвань
- Оператор: Уильям Чжан
- Композитор: Чау Фуклён

## Премьеры
- Китайская Республика — премьера киноленты в кинотеатральном прокате состоялась 28 октября 1977 года[1].
- Республика Корея — прокат фильма на больших экранах стартовал 23 ноября 1978 года[2].

## Отзывы
The Encyclopedia of Martial Arts Movies: 
При боевых искусствах и хореографии выше среднего уровня и концовке с твистом фильм оценивается в три звезды [из четырёх возможных].